# László Orbán
László Orbán, född 9 december 1949 i Szekszárd, död 15 juli 2009 i Budapest, var en ungersk boxare som tog OS-silver i lättviktsboxning 1972 i München. I finalen förlorade han med 0-5 mot Jan Szczepański från Polen.